# یواس‌اس مابجک (ای‌جیپی-۷)
یواس‌اس مابجک (ای‌جیپی-۷) (به انگلیسی: USS Mobjack (AGP-7)) یک کشتی بود که طول آن ۳۱۰ فوت ۹ اینچ (۹۴٫۷۲ متر) بود. این کشتی در سال ۱۹۴۲ ساخته شد.